# Vjatjeslav Malafejev
Vjatjeslav Aleksandrovitj Malafejev (ryska: Вячеслав Александрович Малафеев), född 4 mars 1979 i Sankt Petersburg, är en rysk före detta fotbollsspelare (målvakt) som spelade för FC Zenit Sankt Petersburg. Malafejev har spelat 29 landskamper för Rysslands landslag. Malafejev är 185 cm lång och väger 76 kilo. Under EM 2008 var han andramålvakt bakom Igor Akinfejev. 
Han var gift och har två barn tillsammans med Marina Malafejev. Marina omkom i en bilolycka den 17 mars 2011, 32 år gammal.